# バティス目
バティス目 (Batales) は被子植物の目のひとつで、バティス科をタイプ科とするもの。分類体系によって含まれる科は異なる。

## 分類

### クロンキスト体系
クロンキスト体系では2科を含める。
被子植物門 Magnoliophyta
双子葉植物綱 Magnolliopsida
ビワモドキ亜綱 Dilleniidae
バティス目 Batales
- ギロステモン科 Gyrostemonaceae
- バティス科 Bataceae

### 新エングラー体系
新エングラー体系ではバティス科のみの単型目である。
被子植物門 Angiospermae
双子葉植物綱 Dicotyledoneae
古生花被亜綱（≒離弁花類）Archichlamydeae
バティス目 Batales
- バティス科 Bataceae

### APG植物分類体系
APG植物分類体系ではバティス科がアブラナ目に置かれているため、バティス目の名称は使わない。